# 2609 Kiril-Metodi
2609 Kiril-Metodi è un asteroide della fascia principale. Scoperto nel 1978, presenta un'orbita caratterizzata da un semiasse maggiore pari a 2,2223753 au e da un'eccentricità di 0,0873127, inclinata di 5,71672° rispetto all'eclittica.
L'asteroide è dedicato ai fratelli evangelizzatori Cirillo e Metodio.